# Gunung Gede (Panggarangan)
Gunung Gede is een bestuurslaag in het regentschap Lebak van de provincie Banten, Indonesië. Gunung Gede telt 2739 inwoners (volkstelling 2010).